# Shalom Meir Tower
Shalom Meir Tower (hebr. מגדל שלום מאיר, Migdal Szalom Meir; powszechnie nazywany Migdal Shalom; hebr. מגדל שלום, Migdal Szalom) – wieżowiec w osiedlu Lew ha-Ir w mieście Tel Awiw, w Izraelu. W latach 1965–1999 był najwyższym budynkiem w Izraelu.

## Historia
Pierwotnie w miejscu tym znajdowało się Gimnazjum Herclija. Ze względu na wzrost liczby uczniów i pogarszający się stan techniczny budynku, postanowiono przenieść szkołę do nowej siedziby przy ulicy Jabotinsky. Otwarcie szkoły w nowej siedzibie odbyło się w 1958, a w 1959 rozpoczęto rozbiórkę starego budynku szkolnego. W następnych latach podjęto decyzję o budowie w tym miejscu nowoczesnego wieżowca. Decyzja ta była mocno krytykowana, głównie ze względu na lokalizację drapacza chmur pośrodku zabytkowej zabudowy miejskiej.
W fazie projektowania przygotowano w podziemiach wieżowca przestrzeń pod przyszłą stację metra, jednakże do tej pory nie zostało ono wybudowane w Tel Awiwie. Prace budowlane wieżowca Shalom Meir Tower rozpoczęto w 1959. W trakcie budowy deweloperzy znaleźli się w pułapce kryzysu finansowego, i prace nie zostałyby ukończone bez pomocy ze strony rządu Izraela. Budowę ukończono w 1965, a w uroczystości otwarcia w 1967 przewodniczyła Golda Meir. Wieżowiec był pierwszym drapaczem chmur wybudowanym w Izraelu. Przy jego budowie uwzględniono wszystkie najsurowsze normy sejsmologii. Wieżowiec wyposażono w najnowsze technologie, takie jak schody ruchome, centralny system klimatyzacji, dziesięć szybkich wind oraz podziemny parking samochodowy. Gdy ukończono prace budowlane, rywalizował on z najwyższymi budynkami w Europie i był najwyższy na Bliskim Wschodzie.
Pierwotnie na górnym piętrze znajdował się otwarty taras widokowy, ale w pierwszych latach kilka osób popełniło samobójstwo. Skłoniło to władze miejskie do wystawienia metalowego ogrodzenia ochronnego, aby w ten sposób zapobiec skokom samobójczym.
W latach 2003–2004 budynek został częściowo odnowiony. W trakcie tych prac, trzy najwyższe piętra przeznaczono pod 14 luksusowych apartamentów. Modernizacja wieżowca pozwoliła zmniejszyć ilość pracowników obsługi, co przyniosło zmniejszenie kosztów utrzymania budynku o 20 %.

## Dane techniczne
Budynek ma 36 kondygnacji i wysokość 142 metrów.
Wieżowiec wybudowano w stylu architektonicznym określanym nazwą modernizmu. Wzniesiono go z betonu. Elewacja jest wykonana z płytek ceramicznych w kolorze jasnożółtym. Na zachodniej ścianie budynku znajdują się dwie duże mozaiki przedstawiające obrazy życia z Tel Awiwu. Są one autorstwa izraelskich artystów Nachuma Gutmana i Dawida Szarira.
W celu ochrony przeciwpożarowej w budynku wybudowano dwa baseny wody na 17 piętrze i dwa baseny na dachu.

## Wykorzystanie budynku
Budynek będzie wykorzystywany jako nowoczesny biurowiec. Na parterze znajduje się największa w Tel Awiwie restauracja, która może pomieścić 200 osób jednocześnie.
Na dwóch dolnych piętrach znajduje się wystawa o historii Tel Awiwu. Można na niej zobaczyć rzadkie fotografie, zbiór map historycznych, modele budynków wybudowanych oraz tylko projektowanych, a nigdy nie zrealizowanych.
Na szczycie wieżowca znajdują się liczne anteny, w tym system Instrument Landing System pomagający w nawigacji portu lotniczego Tel Awiw-Ben Gurion.